# Церква Успіння Пресвятої Богородиці (Костянтинів)
Це́рква Успі́ння Пресвято́ї Богоро́диці — чинна церква у селі Костянти́нів Кулішівської сільської ради Недригайлівського району на Сумщині. Відстань до центра селища міського типу Недригайлова становить 4 кілометри. Парафія належить до Сумської єпархії ПЦУ.

## Історія
У 1826 році на місці дерев'яної церкви Успіння Богородиці (що була розібрана) у селі Костянти́нів коштом графа Юрія Головкіна почалось будівництво нового кам'яного храму на честь Успі́ння Пресвято́ї Богоро́диці. Потім церква утримувалась за кошти графа Хвощинського Миколи Юхимовича.
З приходом радянської влади почалась чорна смуга в історії церкви. У 1923 році костянтинівські комунари пограбували церкву, зруйнували дзвіницю. А в 1930-ті роки храм було закрито. Його приміщення використовувалось як зерносклад. У 1986 році була спроба підірвати храм, але у місцевої влади не знайшлось 7,5 тисяч радянських рублів. Місцеві жителі настояли аби в церкві і надалі був зерносклад.
З розвалом колгоспу у кінці 1990-х років церква почала руйнуватись, була відчинена настіж. Хрест, що упав з куполу відтягли до школи — на металобрухт. Протяги позривали листи заліза з даху.
Відродження церкви почалось завдяки зусиллям місцевого краєзнавця, костянтинівського ентузіаста Валентина Торчицького. Чому так перейнявся долею храму?
|  | «Історичне це місце. Не я придумав: не знатимемо історії, то й майбутнього не буде. А воно так. Не щадитимемо предків своїх, то ми й не люди. А історія мене цікавила ще змолоду». |

Відновлення храму тривало у 2007-2011 роках. Допомагали меценати, київське земляцтво. Було відновлено дах, обкладено цеглою.

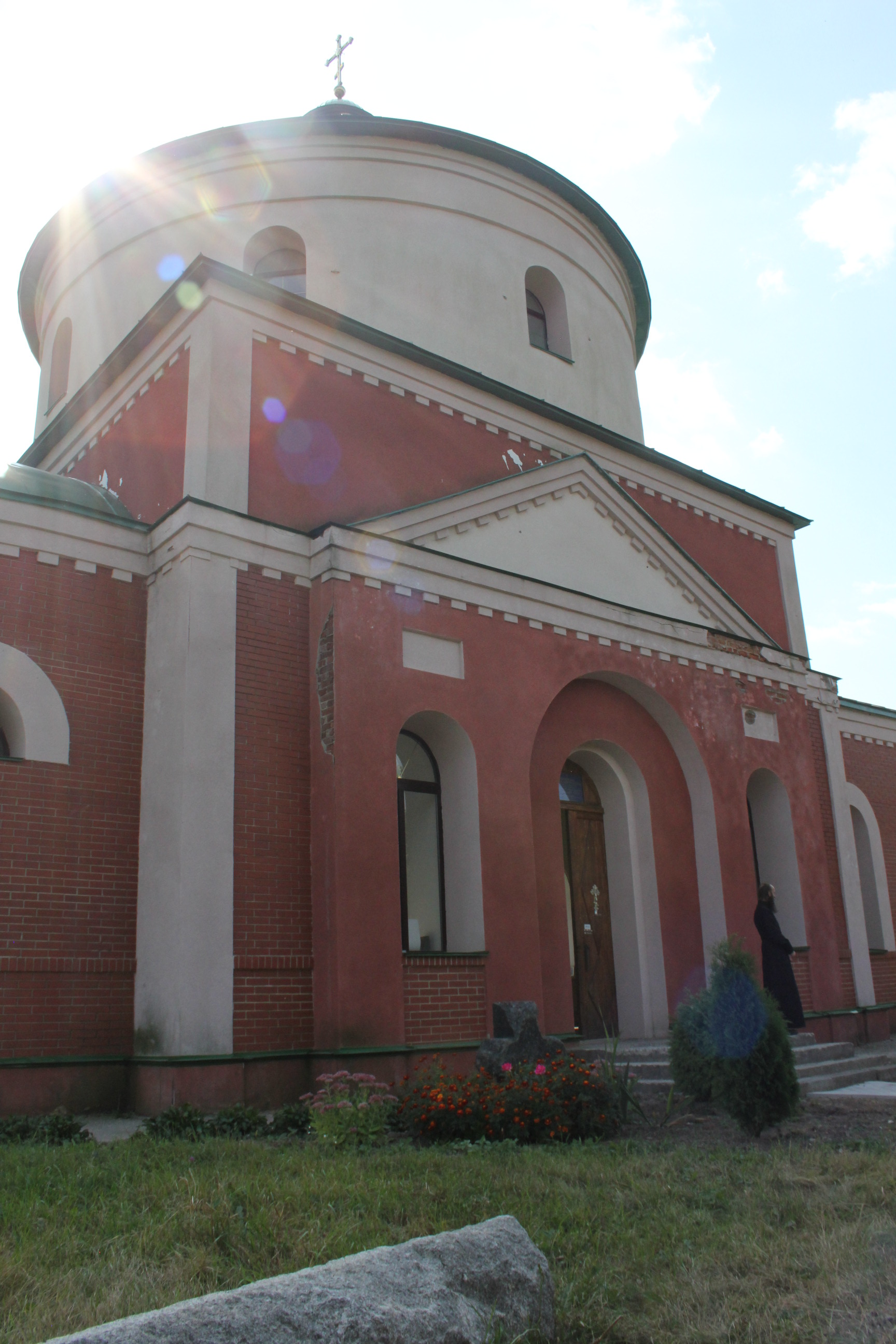
Вигляд оновленого храму (2016)

Першу (після відновлення) службу в серпні 2007 року проводив протоієрей Іоан Пукіш. 28 серпня 2009 року в церкві Успіння Пресвятої Богородиці освятили нові хрести.
У 2017 році депутат Сумської обласної ради Віра Лаврик подарувала церкві іконостас.
28 серпня 2018 року з нагоди 190-річчя церкви службу правив архієпископ Сумський і Охтирський Української православної церкви владика Мефодій з кліром.

## Опис
Будівля цегляного храму — тридільна, однобанна у стилі пізнього провінційного класицизму. Вона поєднала традиції української церковної архітектури, риси загальноімперського класицизму та впливи романтизму.